# Eulophia zollingeri
Eulophia zollingeri är en orkidéart som först beskrevs av Heinrich Gustav Reichenbach, och fick sitt nu gällande namn av Johannes Jacobus Smith. Eulophia zollingeri ingår i släktet Eulophia och familjen orkidéer. Inga underarter finns listade i Catalogue of Life.

## Bildgalleri

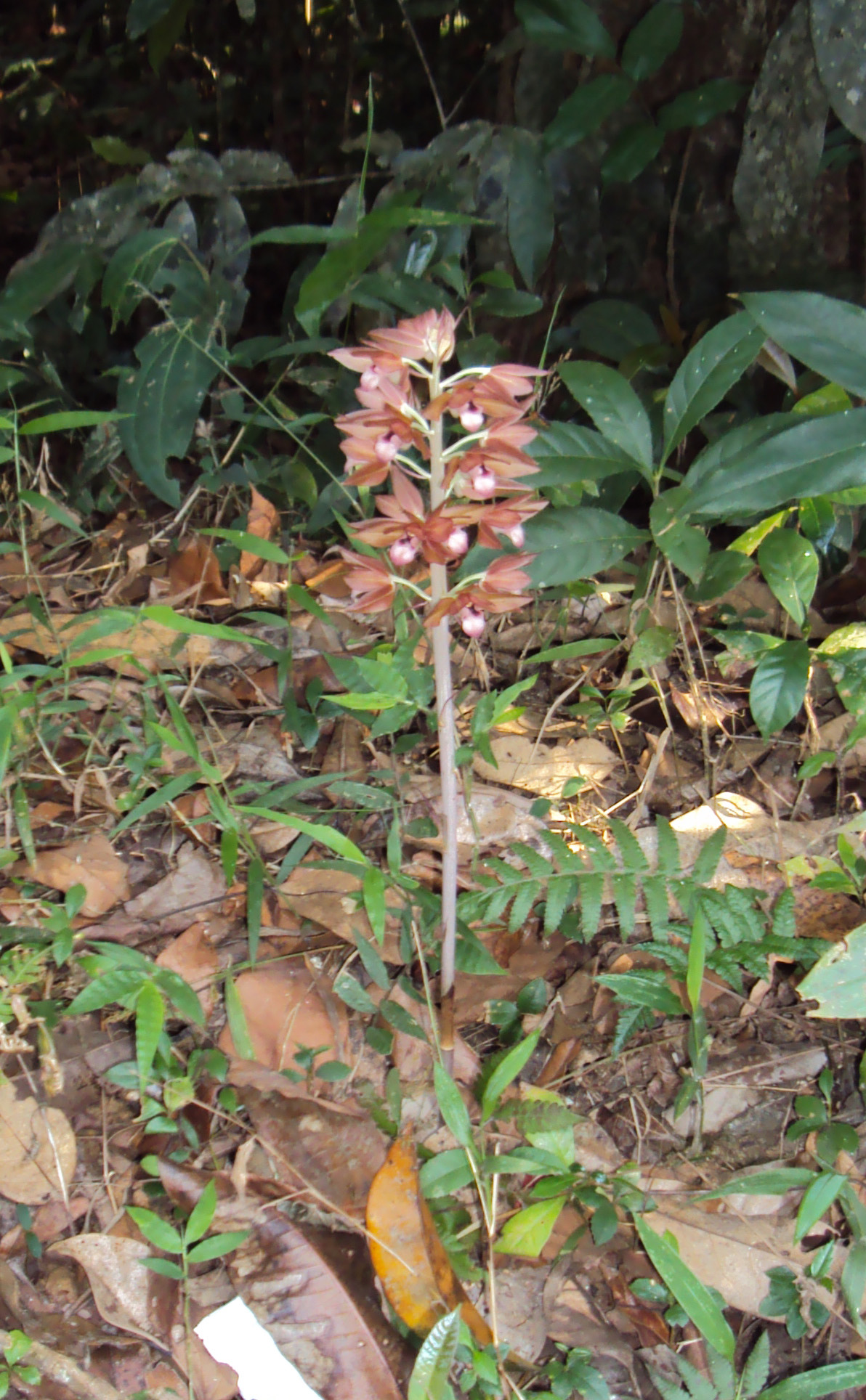
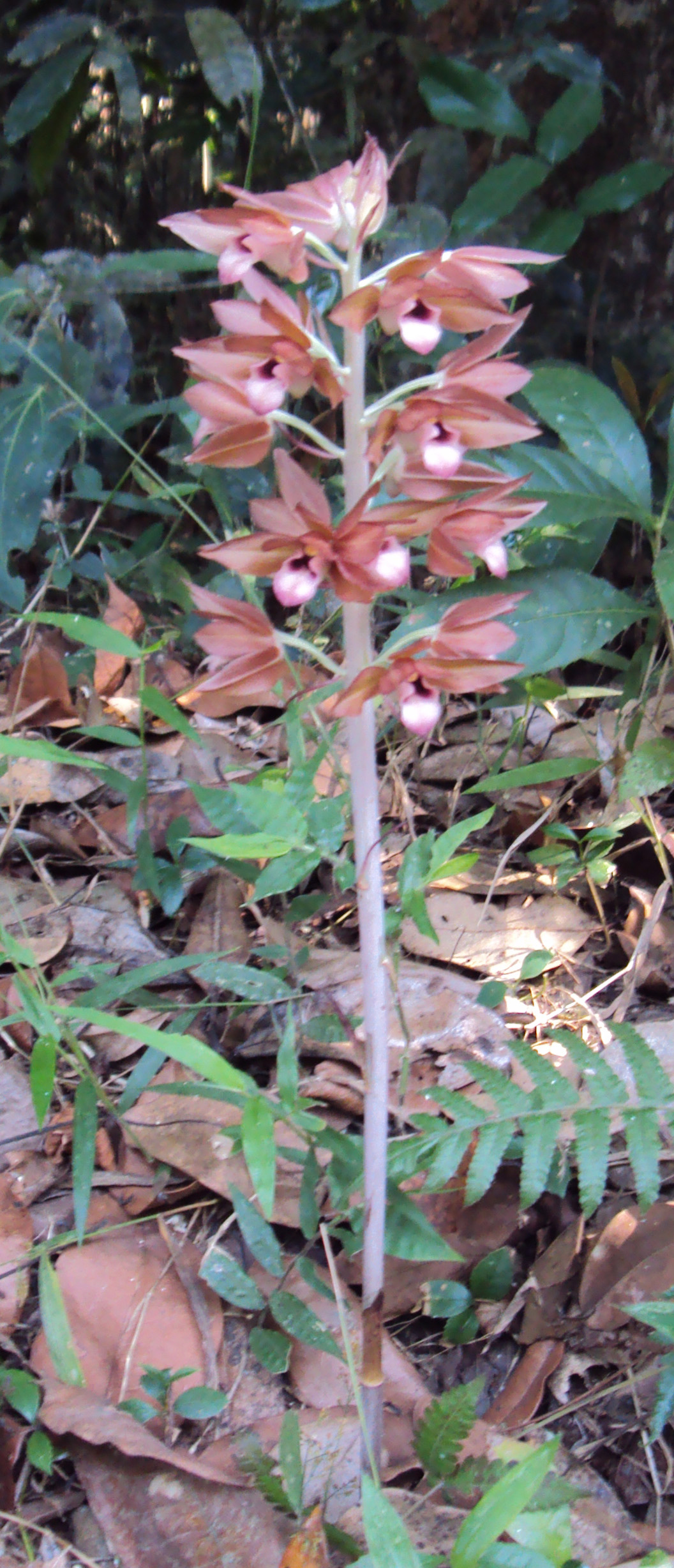
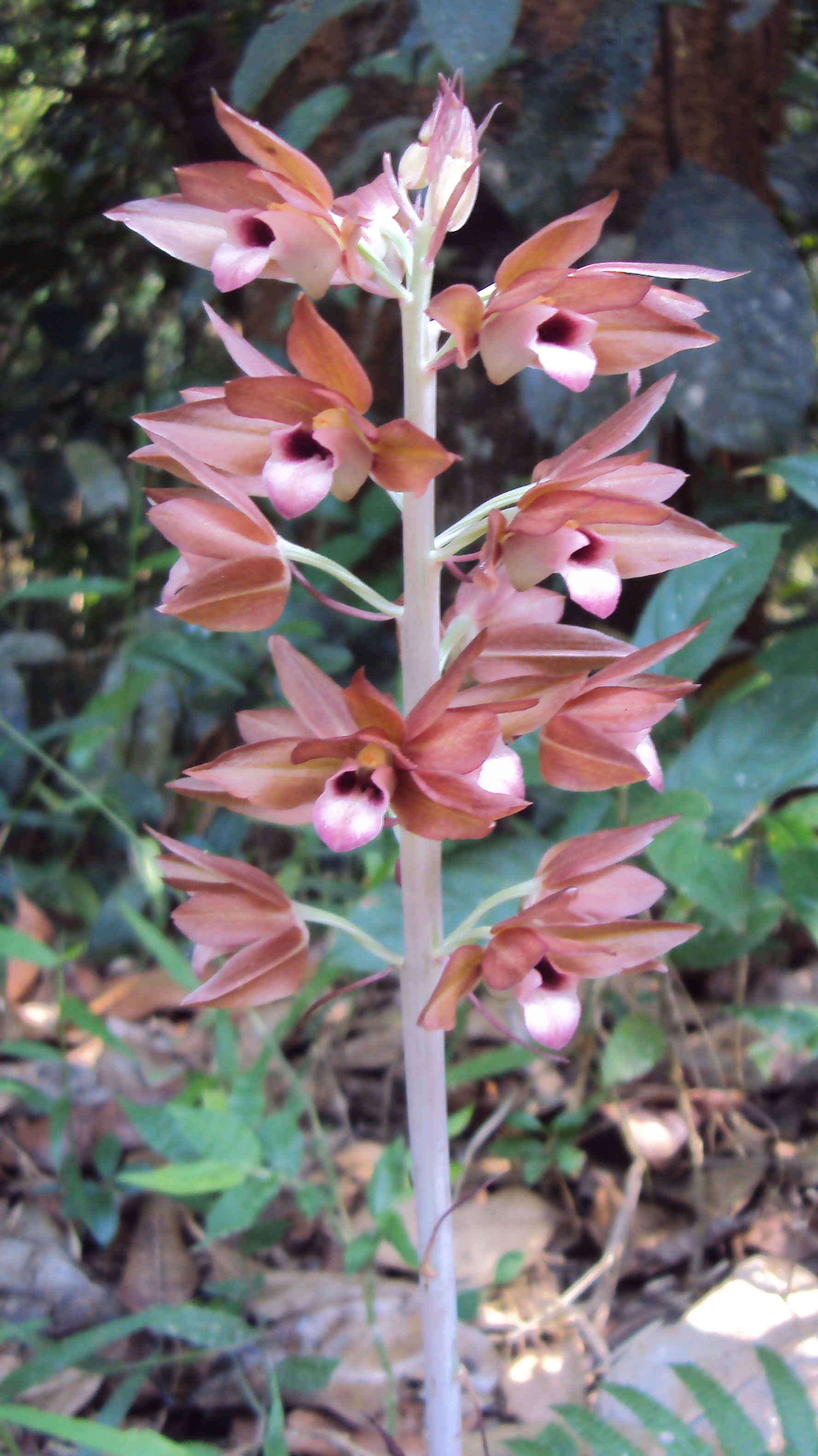
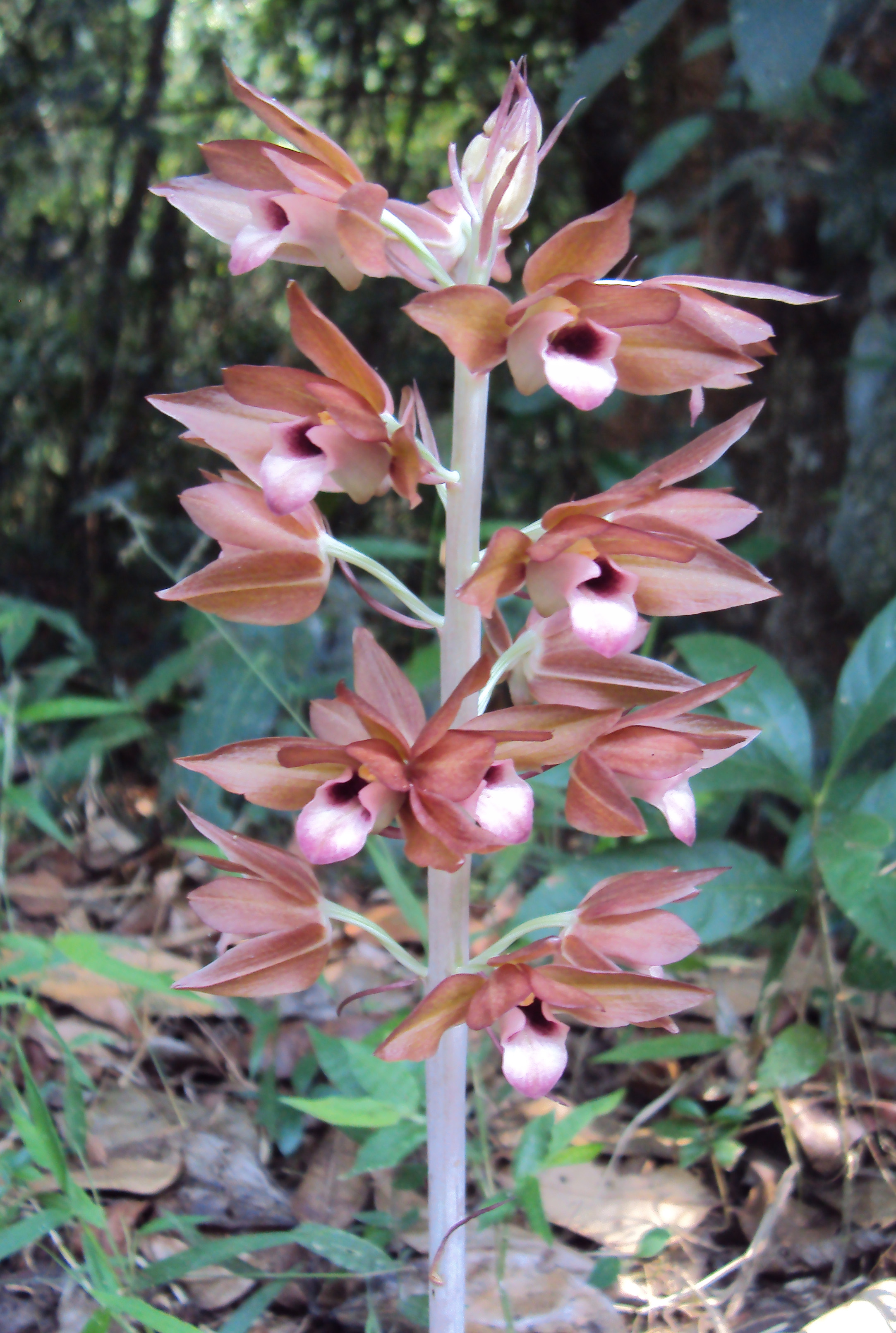